# Australobolbus
Australobolbus är ett släkte av skalbaggar. Australobolbus ingår i familjen Bolboceratidae.

## Dottertaxa tillAustralobolbus, i alfabetisk ordning[1]
- Australobolbus adamsi
- Australobolbus allsoppi
- Australobolbus aridulus
- Australobolbus austrinus
- Australobolbus bacchusi
- Australobolbus basedowi
- Australobolbus bihamus
- Australobolbus binasutus
- Australobolbus canalis
- Australobolbus carinatus
- Australobolbus carnabyorum
- Australobolbus centrus
- Australobolbus clypealis
- Australobolbus convergifrons
- Australobolbus cruciatus
- Australobolbus distropis
- Australobolbus fenestratus
- Australobolbus gayndahensis
- Australobolbus impressicollis
- Australobolbus intermedius
- Australobolbus labratus
- Australobolbus laevipes
- Australobolbus latipennis
- Australobolbus lineocollis
- Australobolbus lobatus
- Australobolbus lobocapsus
- Australobolbus loweri
- Australobolbus masneri
- Australobolbus monteithi
- Australobolbus mouldsi
- Australobolbus nitens
- Australobolbus nitidiceps
- Australobolbus obscurius
- Australobolbus obtusus
- Australobolbus occidentalis
- Australobolbus papuanus
- Australobolbus parvus
- Australobolbus pseudobscurius
- Australobolbus pseudolaevipes
- Australobolbus pygmaeus
- Australobolbus rossi
- Australobolbus rotundatus
- Australobolbus rubescens
- Australobolbus sedlaceki
- Australobolbus subretusus
- Australobolbus tibialis
- Australobolbus tricornis
- Australobolbus walfordi
- Australobolbus weiri